# Il Domani di Bologna
Il Domani di Bologna è stato un quotidiano bolognese, pubblicato dal 12 dicembre 2000 fino al febbraio 2009 quando, a seguito del cambio di proprietà, ha cambiato il nome ne L'Informazione-Il Domani di Bologna.

## Storia
Politicamente collocato a sinistra e sostenuto dal mondo della cooperazione bolognese, ha dimostrato grande attenzione per le tematiche del mondo cattolico, per le evoluzioni nel centrodestra oltre che per le problematiche del mondo del lavoro.
Complice anche l'attenzione che i fatti politici bolognesi hanno avuto negli anni 2000 (dalla candidatura a sindaco di Sergio Cofferati alla presenza in città di molti big della politica e dell'economia, da Romano Prodi a Pier Ferdinando Casini a Luca Cordero di Montezemolo), il quotidiano si è fortemente specializzato nella cronaca politica. Di particolare importanza anche il settore sport a cui era dedicato un numero tutto speciale (lo sport del lunedì) per coprire tutti gli eventi sportivi della città. 
Nel corso degli anni ha consolidato un rapporto con il quotidiano torinese La Stampa con il quale usciva in abbinamento obbligatorio (in "panino", nel gergo giornalistico).
A seguito di una serie di investimenti editoriali voluti dal management che non hanno dato gli esiti sperati, ma provocato una crisi di liquidità, il giornale all'inizio del 2009 è stato ceduto al gruppo È TV cambiando il nome da Il Domani a L'Informazione. Col cambio di proprietà (e di linea editoriale, essendo èTv vicina alla Curia bolognese e al centrodestra), il direttore Ramina, qualche giornalista e alcuni commentatori della precedente gestione hanno lasciato la testata. La direzione è stata assunta da Giovanni Mazzoni che ha affidato a Lucio Marcatajo la direzione delle pagine bolognesi. Da settembre 2010 la direzione è passata a Corrado Guerra.

## Direttori
Il primo direttore fu Guido Talarico, che mantenne la direzione del quasi omonimo Il Domani della Calabria, di proprietà dello stesso editore. Durante la direzione di Talarico, la direzione operativa del giornale fu affidata a Nico Perrone, che proveniva dall'agenzia Dire Emilia-Romagna. In seguito Perrone torno alla Dire, nella sede centrale di Roma.  Nel 2011, Perrone è stato nominato direttore dell'Agenzia Dire.
Dall'ottobre 2002 la direzione passò a Giuliano Musi (caporedattore Beppe Ramina), già colonna storica de l'Unità di Bologna.
Dal 18 novembre 2006 il direttore è stato Alessandro Rovinetti, con Beppe Ramina vicedirettore e Silvestro Ramunno caporedattore. Dal gennaio 2008 Beppe Ramina è diventato direttore.

## Firme
Tra le firme dei commentatori del quotidiano vanno ricordate quelle di Franco Frabboni, tra i più famosi pedagogisti italiani e già preside per diversi anni della facoltà di Scienze della formazione dell'Università di Bologna, Luigi Bernardi e Luigi Pedrazzi, uno dei fondatori del Mulino e nome di spicco del pensiero cattolico democratico. Tra gli altri commentatori che hanno collaborato con il quotidiano vanno ricordati Andrea Morrone, Chiara Sebastiani, Bruno Giorgini e Luca Alessandrini, direttore dell'Istituto Parri.